# Масонська регулярність
Масо́нська регуля́рність — термін, що використовується для позначення відповідності масонської юрисдикції (Ложі, Великої Ложі, системи додаткових ступенів тощо) Ландмаркам, звичаям та традиціям Масонства.
Також процес при якому окремі Великі Ложі визнають одна одну, що дозволяє їм взаємодіяти та відвідувати їх членам інших масонських юрисдикцій.

## Регулярність та визнання

### Регулярність
Кожна автономна масонська організація має свої визначення регулярності, засновані на сприйнятті власного характеру. Таким чином кожна Велика Ложа вважає себе регулярною, та вимагає дотримання власних правил регулярності, не залежно від того наскільки чітко вони визначені. Отже кожен масон вважає себе «регулярним», адже він (чи навіть вона) був «регулярно» ініційований в «регулярній» Ложі.

### Визнання
Якщо дві Великі Ложі вирішать встановити і підтримувати між собою братерські відносини, вони укладають офіційний договір про «визнання». Зазвичай для цього їхні системи порівнюють, щоб визначити чи відповідають вони одна одній за критеріями визнання. Кожна Велика Ложа має свої критерії визнання які, в більшості випадків, зводяться до наступного:
a) регулярність походження;
b) регулярність поведінки;
c) автономність.
Загалом критерії регулярності мало відрізняються від Великої Ложі до Великої Ложі, але значні розбіжності можуть призвести до відмови у визнанні.
В 1929 році Об'єднана Велика Ложа Англії видала «Базові принципи визнання Великої Ложі»(англ. Basic Principles for Grand Lodge Recognition) в яких виклала власні критерії регулярності, узгоджені з Великимим Ложами Ірландії та Шотландії. Цей документ не був чимось цілком новим, а лише кодифікував ті норми визнання, що були розроблені протягом понад 150 років, що масонство поширювалось світом.
- Regularity of origin is established by a duly recognised Grand Lodge or three or more regularly constituted Lodges.
  - Регулярність походження — Велика Ложа заснована регулярною Великою Ложею або трьома законними та регулярними Ложами.
- A belief in the Great Architect of the Universe and his revealed will shall be an essential qualification for membership.
  - Віра в Великого Архітектора Всесвіту і вияв Його волі, повинна бути важливою для членства.
- That all Initiates shall take their Obligation on or in full view of the open Volume of the Sacred Law, by which is meant the revelation from above which is binding on the conscience of the particular individual who is being initiated.
  - Всі посвячувані складають присягу та беруть зобов'язання перед відкритою Книгою Священного Закону, під якою мається на увазі Вище Одкровення, священне для того хто присягає.
- That the membership of the Grand Lodge and individual Lodges shall be composed entirely of men; and that each Grand Lodge shall have no Masonic intercourse of any kind with mixed Lodges or bodies which admit women to membership.
  - Велика Ложа та окремі Ложі, під її юрисдикцією, повинні складатись виключно з чоловіків. Крім того, вона не повинна мати Масонського спілкування з будь-якими змішаними Ложами чи Масонськими організаціями, що допускають членство жінок.
- That the Grand Lodge shall have sovereign jurisdiction over Lodges under its control, i.e. that it shall be a responsible, independent, self-governing organisation, with sole and undisputed authority over the Craft or Symbolic degrees (Entered Apprentice, Fellow Craft and Master Mason) within its Jurisdiction; and shall not in any way be subject to, or divide such authority with, a Supreme Council or any other power claiming any control or supervision over those degrees.
  - Велика Ложа має суверенну юрисдикцію над підконтрольними ложами, тобто вона є відповідальною, незалежною, самоврядною організацією, з повним і беззаперечним авторитетом в управлінні Ремеслом, чи то Символічними Ступенями Масонства (Учня, Підмайстра, Майстра), у своїй юрисдикції і не розділяє владу над ними з Верховною Радою чи іншими організаціями в країні чи за її межами, а також не підпадає під їхню владу.
- That the three Great Lights of Freemasonry (namely, the Volume of the Sacred Law, the Square, and the Compasses) shall always be exhibited when the Grand Lodge or its subordinate Lodges are at work, the chief of these being the Volume of the Sacred Law.
  - Три Великих Світила Масонства, а саме: Книга Священного Закону, Кутник та Циркуль; завжди повинні бути виставлені під час роботи Великої Ложі, чи будь-якої Ложі, під її юрисдикцією. При цьому Книга Священного Закону є головною.
- That the discussion of religion and politics within the Lodge shall be strictly prohibited.
  - Дискусії на релігійні та політичні теми в Ложі повинні бути суворо заборонені.
- That the principles of the Antient Landmarks, customs and usages of the Craft be strictly observed.
  - Принципи викладені в Давніх Ландмарках, а також звичаї та традиції Ремесла, повинні суворо дотримуватись.

Умови 2-4 та 6-8 є критеріями регулярності поведінки, що ведуть своє походження від Конституцій Андерсона документу, в якому вперше була здійснена спроба провести кодифікацію масонських правил. Альберт Макей, в 1856 році побудував на його основі 25 Ландмарок які були широко прийняті масонами в Америці.
Об'єднана Велика Ложа Англії вважається самою древньою постійно діючою Великою Ложею, оскільки була утворена в 1717 році чотирма вже існуючими ложами, три з них досі діють в складі ОВЛА під номерами 2, 4 та 12 і називаються ложами «з незапам'ятних часів» (англ. «time immemorial» lodges) оскільки дата їх фактичного заснування невідома. Також не існує документів про існування будь-якої організації, що виконувала функцію національної Великої Ложі до 1717 року. Оскільки решта Великих Лож були створені після 1717 та більшість з них прагнула визнання Об'єднаною Великою Ложею Англії то, таким чином, вона стала своєрідним «тестом» масонської регулярності.

Регулярність — це та річ, яку кожна незалежна організація визначає сама для себе, і взаємне визнання вимагає узгодження цього визначення безпосередньо між зацікавленими сторонами. Традиційні Великі Ложі мають лише приблизні домовленості щодо головних правил, і взаємний тиск сприяє, загалом, дотриманню «лінії партії» в стосунках між ними. Їхнім твердим переконанням є те, що атеїстів та жінок не можна приймати та допускати в Ложі та Великі Ложі, і вони поширюють цю заборону на членів адогматичних (нерегулярних) Великих Лож, а також, щодо чоловіків та жінок Ліберальних Великих Лож, незалежно чи вони є атеїстами. Щонайперше, Великими Ложами забороняються всі масонські контакти між своїми членами та членами ліберальних та адогматичних груп. Так як, вони (Традиційні Великі Ложі) мають законне право визначати, хто до них приєднаться, чи відвідуватиме, або ж співпрацюватиме з ними. У них немає прецедентів існування жінок Масонів в оперативному Мулярстві (як заявляє Андерсон), ні однозначних вказівок в Конституції Андерсона щодо питання релігійних переконань.

Тому є доволі сумнівними претензії на дотримання Конституцій Андерсона з боку CLIPSAS, у випадку адогматичних лож, та цілком абсурдним — у випадку Ліберальних Великих Лож. До своєї честі, Міжнародний Масонський Союз CATENA не висуває таких претензій у своїй підтримці участі жінок у Масонстві, покладаючись на оперативну практику та сучасні принципи рівності, і не дозволяє адогматичним (нерегулярним) організаціям ставати членами спілки.